# Ortaire Goossens
Ortaire Goossens (* 4. Februar 1952 in Beerse) ist ein ehemaliger belgischer Radrennfahrer.

## Sportliche Laufbahn
Goossens war im Straßenradsport aktiv. Er gewann eine Reihe von Eintagesrennen und Kriterien in Belgien. Als Mitglied der belgischen Nationalmannschaft holte er 1976 und 1979 jeweils einen Etappensieg in der Mexiko-Rundfahrt. 1985 wurde er Gesamtsieger des Etappenrennens Ronde van de Kempen.
Die Olympia’s Tour fuhr er 1977. 1978 war er in der Tour de l’Avenir am Start und wurde 38. der Gesamtwertung. In der Internationalen Friedensfahrt kam er 1978 auf den 33. Gesamtrang. 1985 wurde er 29. der Österreich-Rundfahrt, 1991 wurde er 26. der Gesamtwertung.
Goossens blieb während seiner gesamten Karriere Amateur.  